# 列日圣母和圣朗贝尔主教座堂

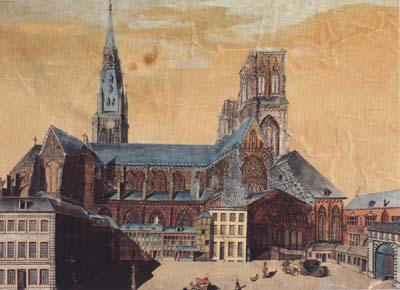
圣朗贝尔主教座堂，1780年

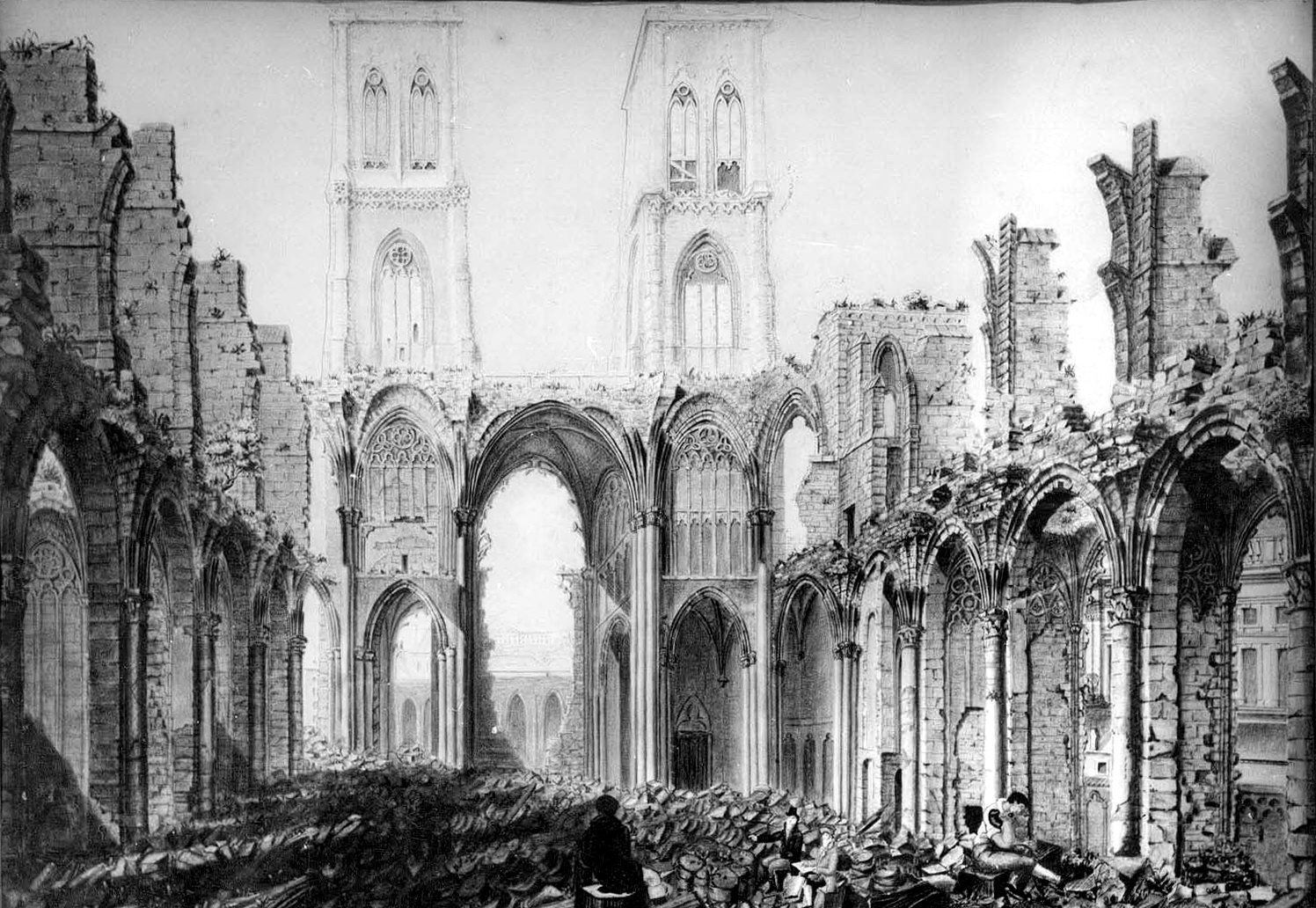
被拆为废墟的圣朗贝尔主教座堂

圣朗贝尔主教座堂，全称列日圣母和圣朗贝尔主教座堂（法語：Cathédrale Notre-Dame-et-Saint-Lambert de Liège），是比利时列日历史上的一座主教座堂，供奉705年在列日遇刺的马斯特里赫特的圣朗贝尔。该教堂历经数次重建，第一座建筑建于8世纪末，为加洛林风格。1000年左右，一座巨大的奥托风格教堂取代了之前的加洛林风格教堂。1185年，教堂毁于火灾。随后教堂在旧址上按照哥特式风格重建，两个多世纪后教堂建成。列日革命期间，象征采邑主教权力的圣朗贝尔主教座堂被拆毁。